# Tady to někde je
Tady to někde je je osmé řadové album české skupiny Vypsaná fiXa.
Bylo vydáno 2. února 2017. Celkově trvá přibližně 43 minut (12 písní). Bylo nahráváno na pěti různých místech za pomoci producenta Ondřeje Ježka.
O vzniku alba Márdi řekl: „Nahrávali jsme vždy dva dny, takže nikdy nemohl přijít třetí krizový den. Každej flek měl jinou chuť, jinej místní kolorit, jiný kouzlo, jinou postel a večer jiný pivo a jinej jukebox. Myslím si, že to bylo přesně to, co jsme potřebovali, protože před nahráváním jsme dlouho nevěděli, jak to vlastně pojmout.“
Hudební web iReport jej v recenzi pochválil (album obdrželo čtyři hvězdičky z pěti) a konstatoval, že "i bez kupy hostů a složitých aranží jde udělat jednoduché a přitom velmi chytlavé a inteligentní album, které není šité horkou jehlou."

## Seznam skladeb
1. Klid a mír a ticho (04:28)
2. Inkoustový ruce (03:16)
3. Náklaďák (03:32)
4. Limity (02:56)
5. Siky Romero (02:53)
6. Místo (04:28)
7. Robí Valentýn (3:32)
8. Zachytávač (03:40)
9. Víři a Zívové (03:32)
10. Mariánské léto (04:59)
11. Člověk s přehledem (03:08)
12. Ničím nerušená chvíle (03:01)

## Zajímavosti
Kapela tajila existenci nové desky až do posledních dnů, a tak toto album bylo jedno velké překvapení. Fanouškům dali jedinou nápovědu, tou byla zkratka VNH. Ta ale neznamenala název, jak si dost lidí myslelo, ale znamenala Vychází Na Hromnice.
Na desce chybí skladba Trpaslík, kterou doprovodili i videoklipem na podzim 2016.
Jedním z míst, kde probíhalo nahrávání alba, byl Soulkostel v obci Vernéřovice na Broumovsku.